# Jasienica (gemeente)
De gemeente Jasienica is een landgemeente in het Poolse woiwodschap Silezië, in powiat Bielski (Silezië).
De zetel van de gemeente is in Jasienica.
Op 31 december 2006 telde de gemeente 20 648 inwoners.

## Demografie
| Omschrijving                   | Totaal | Totaal | Vrouwen | Vrouwen | Mannen | Mannen |
| ------------------------------ | ------ | ------ | ------- | ------- | ------ | ------ |
| eenheid                        | aantal | %      | aantal  | %       | aantal | %      |
| inwoners                       | 20 648 | 100    | 10 513  | 50,92   | 10 135 | 49,08  |
| bevolkingsdichtheid (inw./km²) | 225,4  | 225,4  | 115     | 115     | 110,4  | 110,4  |

## Oppervlakte gegevens
Gemeente Jasienica beslaat 91,714 km², waarvan:
- agrarisch gebied: 60,41%
- bossen: 16%

De gemeente beslaat 20,03% van de totale oppervlakte van de powiat.

## Plaatsen
Er zijn 14 sołectwo:
- Jasienica
- Mazańcowice
- Rudzica
- Międzyrzecze Górne
- Międzyrzecze Dolne
- Biery
- Grodziec
- Iłownica
- Łazy
- Roztropice
- Świętoszówka
- Bielowicko
- Landek
- Wieszczęta

## Aangrenzende gemeenten
Bielsko-Biała, Brenna, Chybie, Czechowice-Dziedzice, Jaworze, Skoczów